# Zorny
Zorny (biał. Зорны, ros. Звёздный, ros. nazwa normatywna Зорный) – przystanek kolejowy w miejscowości Bołbasowo, w rejonie orszańskim, w obwodzie witebskim, na Białorusi. Leży na linii Orsza - Mohylew.